# بری (اسن)
بری (به فرانسوی: Braye) یک کمون در فرانسه است که در ان (ا-دو-فرانس) واقع شده‌است. بری ۱٫۳۴ کیلومتر مربع مساحت دارد ۷۰ متر بالاتر از سطح دریا واقع شده‌است.